# Obama anthropophila
Obama anthropophila ist eine Art der Landplanarien in der Gattung Obama. O. anthropophila wird häufig in von Menschen veränderten Lebensräumen im südlichen und südöstlichen Brasilien gefunden.

## Merkmale
Obama anthropophila ist eine mittelgroße Landplanarie mit einem lanzenförmigen Körper. Individuen erreichen eine Körperlänge von ungefähr 70 Millimetern. Die Rückenfärbung variiert von dunklen bis helleren Brauntönen, zu den Rändern hin wird die Färbung heller. Die Bauchseite zeigt eine blasse Grau- oder Braunfärbung und wird an den Rändern dunkler, wo sie in die Rückenfärbung übergeht. O. anthropophila hat eine ähnliche Erscheinung wie die nah verwandten Arten Obama decidualis und Obama ladislavii, Unterschiede zeigen sich hauptsächlich in der Körperfärbung.

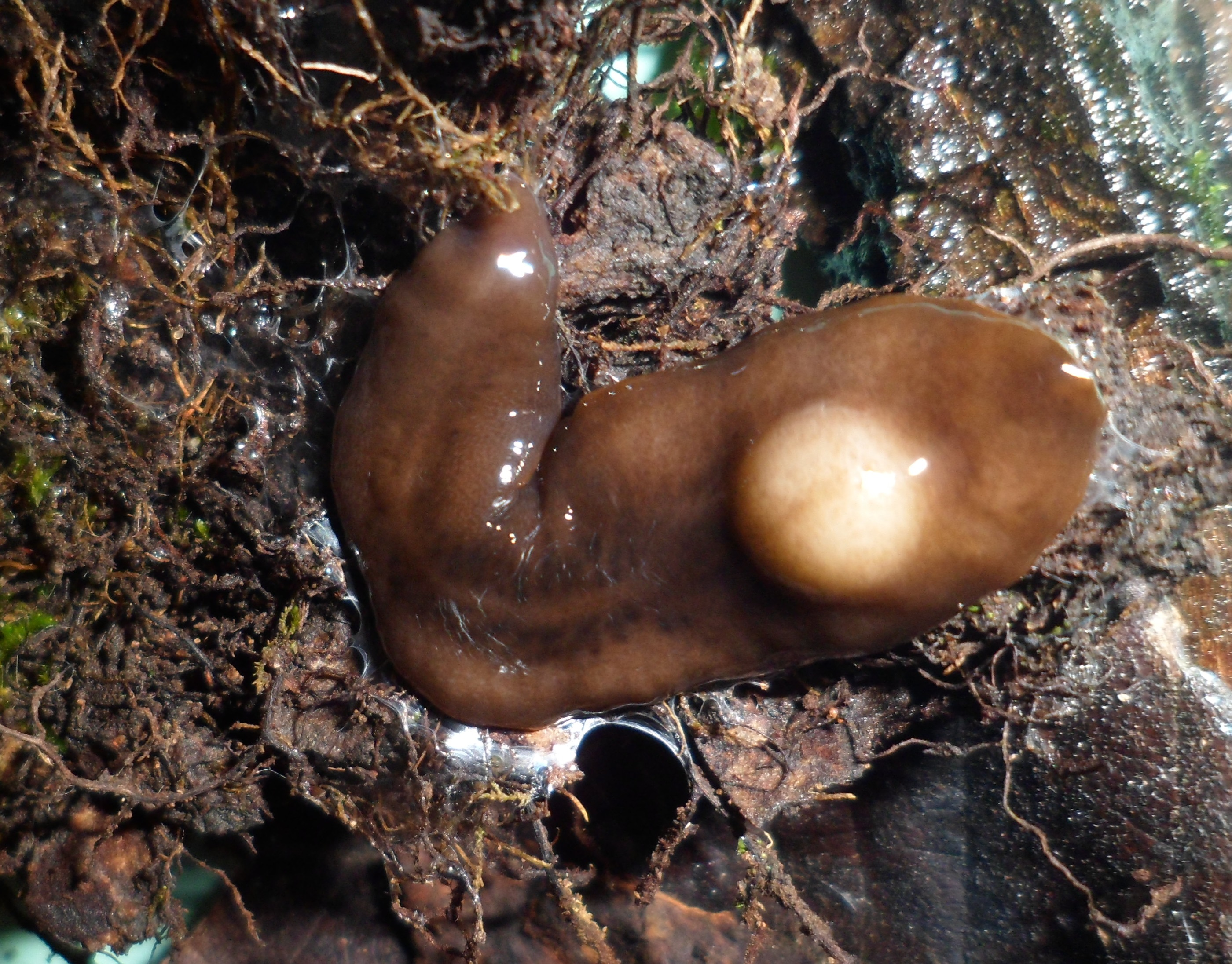
Adultes Individuum der Art Obama anthropophila vor der Ablage eines Eierpakets. Die vollentwickelten Testikel sind als zwei Reihen unregelmäßiger dunkler Punkte am Rücken erkennbar.

Viele Augen von O. anthropophila sind auf den ersten Millimetern des Körpers am Rand verteilt, weiter hinten befinden sich Augen vor allem auf der Rückenseite, wo sie die Mittellinie besetzen und weniger zahlreich sind. Die Augen am Rücken umgibt ein Bereich ohne Farbpigmente, sodass diese bei dunklen Individuen als kleine, helle Punkte erkennbar sind.
Bei adulten Tieren sind in der vorderen Körperhälfte zwei unregelmäßige Reihen dunkler gefärbte Flecken erkennbar, hierbei handelt es sich um viele Testikel, die durch die Körperoberfläche scheinen.

## Verbreitung
Obama anthropophila wurde im südlichen und südöstlichen Brasilien nachgewiesen, von São Paulo bis Rio Grande do Sul. Fundorte war vor allem anthropogen veränderte Lebensräume und Ränder subtropischer Wälder.

## Ernährung
In Laborversuchen fing und fraß O. anthropophila kleine Schnecken, unter anderem landwirtschaftliche Schädlinge, wie Bradybaena similaris, Gefleckte Weinbergschnecken und Wasserschnegel. Des Weiteren ernährt sich O. anthropophila von anderen Landplanarien, wie Luteostriata abundans, vermutlich im natürlichen Habitat die Hauptbeute, und invasiven Arten, wie Dolichoplana carvalhoi und Endeavouria septemlineata. In seltenen Fällen jagt O. anthropophila auch andere Arten der eigenen Gattung, beispielsweise Obama ladislavii.

## Etymologie
Das Artepitheton anthropophila leitet sich vom griechischen anthropos (dt. Mensch) und philos (dt. Freund) ab, hierdurch wird Bezug auf den häufigen Fund in Kulturlandschaften genommen.